# Sven Törnlund
Sven Gunnar Törnlund, född 9 januari 1928 i Engelbrekts församling i Stockholm, död 28 november 2002 i Västerleds församling i Stockholm, var en svensk jurist.
Sven Törnlund var son till överförmyndaren Albin Törnlund och Ingrid Ullmark. Efter studentexamen 1947 läste han vidare och blev juris kandidat vid Stockholms högskola 1951. Han började samma år vid Stockholms rådhusrätt och var rådman där från 1965. 1967 blev han rådman i Stockholms tingsrätt.
Törnlund var 1949–1956 med skådespelaren Eva Gunilla Berg (född 1930), senare översättare under namnet Mikaela Leckius. Andra gången gifte han sig 1963 med Monica Dahlström (1939–1979), dotter till konsulenten Nils Dahlström och Inga Carlswärd. Tredje gången var han gift 1984–1997 med programpresentatören Inger Egler (1935–2019). Bland barnen märks författaren Niklas Törnlund (född 1950) från äktenskapet med Mikaela Leckius.
Sven Törnlund är gravsatt i minneslunden på Bromma kyrkogård i Stockholm.